# Santo Garovaglio
Santo Garovaglio (Como, 28 gennaio 1805 – Pavia, 18 marzo 1882) è stato un botanico e politico italiano.

## Biografia

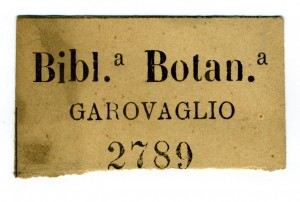
Ex libris di Santo Garovaglio

Compiuti gli studi universitari tra Pavia e Vienna, dopo aver conseguito le lauree in Chimica e Medicina, si dedicò allo studio della botanica (in particolare funghi e crittogame)  e fu nominato da Giuseppe Moretti assistente alla cattedra di Botanica dell'Università degli Studi di Pavia dal 1833 al 1837.
Dal 1839 al 1852 insegnò Fisica, Chimica e Botanica presso la Facoltà di Medicina di Pavia e nel 1852, succedendo a Moretti, fu nominato professore e direttore dell'orto botanico dell’Università, dove fu professore ordinario di Botanica, Fisica, Anatomia e Fisiologia vegetale tra il 1859 e l’anno di morte. 
Nel 1844 viene eletto Socio dell'Accademia delle Scienze di Torino. 
Nel 1871, con il sostegno dell'Istituto lombardo di scienze e lettere, del ministero dell'Agricoltura, della Provincia e del Comune di Pavia, dei Comizi agrari pavese e milanese e della Fondazione Ghislieri, fondò il primo Laboratorio crittogamico italiano dove, fin dai primi anni, furono condotte sotto la direzione di Garovaglio ricerche applicate all'agricoltura sulle malattie (in particolare di origine micologica) degli agrumi, del riso, degli abeti, del granturco, del gelso e della vite.
Nel 1874 fondò il periodico Archivio triennale del Laboratorio di botanica crittogamica.
Ricoprì numerose cariche istituzionali tra cui quella di membro di giunta della città di Pavia nel 1876, vice-presidente alla direzione della mostra regionale e del Congresso agrario nel 1877, condirettore della Società agraria di Lombardia e membro del Consiglio provinciale di Sanità.

## Il fondo librario
Garovaglio possedeva una ricca biblioteca privata che è stata acquisita dall'Università di Pavia nel 1884. Il Fondo è conservato presso la Biblioteca dell'Orto Botanico.
Nel 1882 venne pubblicato a Milano da Hoepli il Catalogo generale delle opere componenti la biblioteca del dr. Santo Garovaglio diviso in tre parti in cui l'autore, per promuoverne la vendita, presentava l'elenco sistematico dei volumi raccolti in lunghi anni di studio, insegnamento e passione bibliofila.
Il Catalogo presenta nella prima parte circa 5500 titoli di opere di argomento strettamente botanico, nella seconda circa 1200 titoli relativi ad altre discipline di ambito scientifico, nella terza un elenco di collezioni di piante disseccate (erbari): una biblioteca privata per i tempi ragguardevole, tra le più ricche del panorama italiano del XIX secolo.
L'autore stesso aveva definito la sua collezione libraria “ricchissima e quasi intera” delle opere botaniche antiche, acquistate con fondi personali presso antiquari e aste di collezioni private, di cui rimane sporadica traccia negli ex libris: due cataloghi manoscritti attualmente conservati presso la Biblioteca dell'Orto Botanico di Pavia definiscono la consistenza originale del fondo.
Un cospicuo numero di volumi venne acquisito da Garovaglio dagli eredi del precedente direttore dell'Orto Botanico, Giuseppe Moretti, anch'egli noto bibliofilo, possessore di una biblioteca privata di notevole valore scientifico e antiquario, ora conservata presso l'Università di Pavia come Fondo Giuseppe Moretti. Molti volumi presentano infatti sia l’ex libris di Moretti, sia un frammento dell'etichetta che contrassegnava i volumi della biblioteca privata di Garovaglio, parzialmente rimossa in seguito all'acquisizione ed integrazione dei volumi nelle biblioteche dell'Orto Botanico e del Laboratorio di Botanica crittogamica, fondato nel 1871 dallo stesso Garovaglio.
Il fondo comprende erbari dipinti, flore regionali, europee e di altri continenti, testi di anatomia vegetale e piante medicinali, cataloghi di orti botanici storici italiani e stranieri, opere di botanica sistematica.
Per esplicito desiderio degli eredi venne stabilito di mantenere la biblioteca privata di Garovaglio a Pavia e si costituì un consorzio di enti che potesse sostenere in sinergia le ingenti spese per l'acquisto (il fondo, nel 1884, venne valutato 24.000 lire): ne facevano parte anche il Laboratorio di Botanica crittogamica, l'Orto Botanico di Pavia, la Biblioteca Universitaria, che acquistò circa ottanta volumi tra cui sei incunaboli e molte cinquecentine di pregio, e l'allora Civico Istituto Tecnico, che parallelamente alla vendita aveva ricevuto in dono da Giovanni Briosi, direttore dell'Istituto di Botanica e del Laboratorio crittogamico dell'Università di Pavia, 113 volumi ed opuscoli a supporto dell'insegnamento dell'Agraria.

## Opere
- Sul fungo parassita che produce nel riso le malattie conosciute col nome di bianchella e di brusone: memoria del prof. Santo Garovaglio, 1831
- Catalogo di alcune crittogame raccolte nella provincia di Como e nella Valtellina, Como, presso i figli di C. A. Ostinelli stampatori provinciali, 1837
- Lichenes Provinciae Comensis et Vallis-Tellinae quos legit ediditque ... Mediolani, P. Ripamonti-Carpano, 1837
- Delectus specierum novarum vel minus cognitarum quas in collectionibus suis cryptogamicis. Sectio 2., lichenes illustrans, Ticini Regii, ex Typis Fusi et Socii, 1838
- Bryologica austriaca excursoria tamquam clavis analytica ad omnes in imperio austriaco huc usque inventos muscos facile et tuto determinandos, Vindobonae, F. Volke, 1840
- Della distribuzione geografica dei licheni di Lombardia, e di un nuovo ordinamento del genere Verrucaria: cenni letti alla classe di scienze matematiche, e naturali del R. Istituto Lombardo nella tornata del 17 marzo 1864, Pavia, Bizzoni, 1864
- Sui più recenti sistemi lichenologici e sulla importanza comparativa dei caratteri adoperati in essi per la limitazione dei generi e delle specie ... Pavia, Bizzoni, 1865
- Alcuni discorsi sulla botanica, Pavia, Eredi Bizzoni, 1865

- Tentamen dispositionis methodicae lichenum in Longobardia nascentium additis iconibus partium internarum cujusque speciei, Mediolani Typis Josephi Bernardoni, 1865
- [con Giuseppe Gibelli] Manzonia cantiana novum lichenum angiocasporum genus propositum atque descriptum, Mediolani, Typis Josephi Bernardoni, 1866
- [con Antonio Zoncada] I giardini dell'Alto Milanese e del Comasco, 1867-68
- [con Giuseppe Gibelli] Octona lichenum genera vel adhuc controversa, vel sedis prorsus incertae in systemate, novis descriptionibus iconibusque accuratissimis illustrata, Milano, Tipi di Giuseppe Bernardoni, 1868
- [con Giuseppe Gibelli] De pertusariis Europae mediae commentatio, Mediolani, typis J. Bernardoni, 1871
- Sui microfiti della ruggine del grano, [Milano], Tip. Bernardoni, 1872
- Sulle attuali condizioni del laboratorio di botanica crittogamica fondato presso l'Università di Pavia con Decreto Sovrano 26 Marzo 1871: relazione, Pavia, tip. succ. Bizzoni, 1872
- Studj sulle dominanti malattie dei vitigni, Milano, Tip. Bernardoni, 1878
- Giudizi sui lavori fatti nel Laboratorio Crittogamico di Pavia negli anni 1877 e 1878 e sull'utilità di questa istituzione, Pavia, Fusi, 1879
- La peronospora viticola e il laboratorio crittogamico, contributo alla storia del piu infesto dei parassiti: nota, Milano, tip. Bernardoni, 1880

Per un elenco completo vedere Achille Cattaneo, Commemorazione dell'illustre Prof. Santo Garovaglio, Archivio del Laboratorio crittogamico Garovaglio presso la R. Università di Pavia, vol. IV, 1882, pp. XXVIII-LI.